# Agustina Gorzelany
Agustina Gorzelany (11 maart 1996) is een Argentijns hockeyster die speelt als verdediger en strafcornerspecialist. Gorzelany komt sinds 2024 in de Hoofdklasse uit voor Amsterdam. Daarvoor speelde ze in de Argentijnse hockeycompetitie voor Club San Martín in de provincie Buenos Aires.
Met de Argentijnse hockeyploeg won Gorzelany onder meer het Pan-Amerikaans kampioenschap in 2017 en 2022 en de Hockey Pro League 2021/22.

## Erelijst
- Pan-Amerikaans kampioenschap 2017 in Lancaster (Verenigde Staten)
- Zuid-Amerikaanse Spelen 2018 in Cochabamba (Bolivia)
- Champions Trophy 2018 in Changzhou (China)
- Hockey Pro League 2020/21
- Olympische Spelen 2020 in Tokio
- Pan-Amerikaans kampioenschap 2022 in Santiago de Chile
- Hockey Pro League 2021/22
- Wereldkampioenschap 2022 in Amstelveen en Terrassa
- Hockey Pro League 2022/23
- Hockey Pro League 2023/24
- Olympische Spelen 2024 in Parijs